# کادما
سازمان مردم‌نهاد حقوق بشری کادما یک نهاد غیر دولتی و غیر انتفاعی در افغانستان است که به منظور ترویج و حمایت از حقوق بشر و عدالت اجتماعی تأسیس شده است. این سازمان در سال 2024 تأسیس گردید و به عنوان یکی از نهادهای معتبر در زمینه حقوق بشر در افغانستان شناخته می‌شود.

## اهداف و فعالیت‌ها
سازمان کادما بر روی چندین هدف کلیدی تمرکز دارد:
حفاظت از حقوق بشر: کادما به دنبال ارتقاء آگاهی عمومی در مورد حقوق بشر و حمایت از افرادی است که حقوق آن‌ها نقض شده است.
حمایت از زنان و کودکان: این سازمان به ویژه بر روی مسائل مربوط به حقوق زنان و کودکان تمرکز دارد و در تلاش است تا بهبود شرایط زندگی آن‌ها را تسهیل کند.
رسیدگی به امور پناهندگان افغانستان: کادما به حمایت از پناهندگان افغانستانی و تسهیل فرآیندهای مربوط به پناهندگی و ادغام آن‌ها در جوامع جدید پرداخته و به دنبال ارتقاء شرایط زندگی آن‌ها است.
آموزش و آگاهی‌رسانی: کادما برنامه‌های آموزشی و کارگاه‌های آگاهی‌رسانی را برای جامعه برگزار می‌کند تا مردم را با حقوق خود آشنا کند.
مستندسازی نقض‌های حقوق بشر: این سازمان به ثبت و مستندسازی موارد نقض حقوق بشر پرداخته و تلاش می‌کند تا این موارد را به نهادهای بین‌المللی گزارش دهد.

## دستاوردها
سازمان کادما به دلیل تلاش‌های مستمر خود در زمینه حقوق بشر، موفق به جلب توجه نهادهای بین‌المللی و محلی شده است. این سازمان در همکاری با دیگر نهادهای حقوق بشری و سازمان‌های غیردولتی، به دنبال ایجاد تغییرات مثبت در جامعه افغانستان است.
رهبری
ریاست این سازمان به عهده دکتر سید محمد هادی علوی، پناهنده افغانستانی ساکن مشهد در ایران، است. دکتر علوی با تجربه و تعهد خود به حقوق بشر، نقش مهمی در هدایت و پیشبرد اهداف کادما ایفا می‌کند.